# Fenomenalizm
Fenomenalizm (gr. φαινόμενον zjawisko i ισμός wiedza, nauka) – pogląd filozoficzny głoszący, iż bezpośrednio dostępne są ludziom tylko układy doznań zmysłowych i emocjonalnych (nazywane fenomenami) i nie istnieje możliwość bezpośredniego poznania bytów „samych w sobie”. Pogląd ten stoi w opozycji do esencjalizmu.
Koncepcję fenomenalizmu wprowadzili do nowożytnej, europejskiej filozofii George Berkeley i David Hume jako rezultat doprowadzenia do ostatecznych konsekwencji koncepcji brytyjskich empiryków. Koncepcje fenomenalizmu rozwinął znacznie Immanuel Kant, który starał się przezwyciężyć niektóre jego paradoksy poprzez koncepcję umysłu praktycznego. Współczesnym rozwinięciem fenomenalizmu jest z jednej strony neokantyzm, a z drugiej fenomenologia.